# Monasterio de San Benito (Colorado)
El Monasterio de San Benito (en inglés: St. Benedict's Monastery) es un monasterio en el montañoso estado de Colorado, en EE. UU. Se encuentra en el condado de Pitkin en el área no incorporada de Snowmass cerca de 18 millas (29 km) al noroeste de Aspen. Los monjes son miembros de la Orden Cisterciense de la Estricta Observancia, comúnmente llamados los trapenses.
Actualmente el monasterio es el hogar de cerca de 16 monjes. Los monjes viven en comunidad en el monasterio. Su día se equilibra con la oración, el trabajo, la lectura y la contemplación.
San Benito se encuentra en más de 3.000 acres (1.200 hectáreas) de un pintoresco, valle semiárido en las colinas de las Montañas Elk.